# Fontana, Kansas
Fontana är en ort i Miami County i Kansas. Vid 2020 års folkräkning hade Fontana 210 invånare.